# Triangle de ferro

El triangle de ferro — en anglès iron triangle— és un model de presa de decisions polítiques als Estats Units d'Amèrica per a descriure les relacions entre els membres del Congrés dels Estats Units, els grups d'interès i les agències governamentals o organismes de govern burocratitzats.
Aquest terme va ser creat pel científic Dr. Martin Barnes l'any 1969 al Regne Unit en la seva tasca relacionada amb el Project Management per tal de relacionar els conceptes de temps, cost i producció. Barnes va prendre com a model de referència el període empresarial de la revolució industrial del s.XVIII al Regne Unit juntament amb el mètode del camí crític (CPM) de la IE du Pont creat per Morgan R. Walker de DuPont i James E. Kelley, per tal d'afegir la ciència al procés de control de temps per una gestió eficaç de projectes.
Barnes va establir sota el nom The Third Corner la relació entre el temps, cost i producció de tal manera que en un projecte al variar un dels paràmetres hi havia una afectació directe sobre els altres dos. Aquest estudi va publicar-se sota el nom “The Origins of Modern Project Management ”. La comercialització d'aquesta teoria va ocasionar que se li atorgués un nom més comercial que pogués relacionar els tres conceptes de manera equitativa i directament proporcional; Barnes va pensar en una forma geomètrica i senzilla, com seria un triangle i el material característic de la revolució industrial, el ferro. Arran d'aquests concepte es va crear el nom comercial de El Triangle de Ferro.

## A la política
Amb la comercialització internacional d'aquesta teoria es va començar a aplicar a l'àmbit polític americà fins a l'actualitat, intercanviant els conceptes de temps, cost i producció per grups del congrés americà, grups d'interès i agències governamentals. Exemples:
Principals grups d'interès: American Civil Liberties Unio, AFL, Americans for Democratic Action, AARP - Associació Americana de Persones Retirades, Greenpeace EUA, NAACP - Associació Nacional per a l'Avanç de la Gent de Color i Associació Nacional del Rifle.
Principals comissions dels congrés americà: Agricultura, Serveis Armats, Educació i la Força Laboral, Energia i Comerç, Relacions Exteriors, Seguretat Nacional, Intel·ligència (Especial Permanent), Ciència, Espai i Tecnologia, entre d'altres.
Principals agències governamentals: Agència d'Impostos i Comerç d'Alcohol i Tabac, Oficina d'Alcohol, Tabac, Armes de Foc i Explosius, La Comissió Interamericana de Monuments de Batalla, Oficina de Protecció Financera al Consumidor, Oficina d'Indústria i Seguretat, Oficina d'Afers Laborals Internacionals, Oficina d'Estadístiques de Justícia, Oficina del deute públic, entre d'altres.
Exemple: La relació dels tres grups als Estats Units és directa i el resultat és una aliança beneficiosa en el funcionament d'aquests; exemples com el militar-industrial, amb el Congrés (i la Cambra de Representants i Comitès del Senat sobre Serveis Armats), els contractistes de defensa, i el Departament de Defensa nord-americà, que forma el triangle de ferro.
Exemple: En el camp de l'agricultura; la indústria alimentària com a grup d'interès que busca beneficiar-se de certes polítiques agrícoles del govern en la comissió d'agricultura, com els subsidis agrícoles del Departament d'Agricultura dels Estats Units. El resultat són els subsidis agrícoles i els preus agrícoles baixos.
Exemple: Un altre exemple seria la cooperació entre l'Associació Americana de Persones Jubilades, el Subcomitè de la Cambra de Envelliment, i l'Administració de l'Assegurança Social, per tal de proposar lleis en benefici de l'Administració.
A l'àmbit europeu un exemple seria la promoció d'activitats de l'ONG Green 10 medi ambiental europea en relació amb el desenvolupament de polítiques al Parlament europeu. Així les ONG han aconseguit pressionar per aconseguir canvis en la Política Agrícola Comuna i la Política Pesquera Comuna.

## Relació amb el sector de l'art
L'art és la creació humana de diferents valors estètics (bellesa, equilibri, harmonia...) que sintetitzen les emocions, la història i la cultura social. L'objectiu de l'art és analitzar l'evolució de les manifestacions artístiques al llarg de les diverses èpoques i actualment l'art també ha de respondre als esquemes socials i reflectir-ho a les seves obres. Artistes plàstics, videoartistes i visuals reconeguts com a Núria Benet, Nora Ancarola o Joan Casellas parlen de l'art com un mitjà de comunicació per a crear imatges transmissores d'un missatge que l'espectador ha de desxifrar.
Més enllà de l'espectador, el mercat, la crítica d'art o els mitjans de comunicació determinen si les obres actuals poden considerar-se art o pel contrari son peçes amb poc contingut artístic. L'aparició del vídeo a l'art és una nova manera de creació artística amb artistes com Fabrizio Plessi, Eugenia Balcells, Bill Viola o Andrei Tarkovski, entre d'altres.
El triangle de ferro en la relació amb l'art es localitza en els tres grups relacionats amb l'art; a l'àmbit europeu els grups d'interès com les galeries i/o museus, la comissió d'art UAAV i l'agència governamental de Corporación del Centro de Bellas Artes. Els tres grups es relacionen entre ells en un triangle de ferro en vers els artistes i les seves obres. En el cas del videoart, es defineix pels grups del triangle com a peces poc úniques per formar part de centres d'art com museus o galeries. Declaracions com les de F. T. Marinetti exposen la disconformitat dels artistes vers els grups del triangle de ferro. Un altre exemple seria el de l'artista Robert Morris, un gran crític de les estructures del poder dins del món de l'art. Especialment destacada va ser la seva intervenció a davant del mateix Metropolitan Museum of Art (MoMa) l'any 1970 protestant directament sobre la guerra de Vietnam i la violència domestica però d'una forma indirecta però igualment rellevant sobre el poder que tenien les galeries d'art, els mitjans de comunicació i els museus. Ell els veia també com els bastons de la repressió i reclusió, per aquesta raó juntament amb artistes amics per la causa pretenien derrotar aquesta força. Aquest paper desafiador de les institucions li ha causat moltes vegades ser considerat com a oportunista i què interpreta un rol, especialment pel sentit irònic que critica una institució de la qual se'n beneficia exposant les seves obres.

## Artistes de videoart i triangle de ferro
Els artistes en relació als grups del triangle de ferro contraris a les peçes de videoart han creat noves obres de pròpia comercialització;
- Bill Viola és sens dubte un dels artistes més reconeguts. En les seves obres hi ha una sèrie de temes recurrents: la consciència, la relació del temps i l'espai a més d'experiències humanes com l'amor, el naixement, la mort i les emocions; temes universals que es dilueixen en les influències que pren de grans obres d'art medievals i renaixentistes.
- Matthew Barney,[13] artista nord-americà que explora la transcendència de les limitacions físiques en l'art multimèdia: pel·lícules, instal·lacions de vídeos, fotografies i escultures. La seva obra més important és Cremaster.
- Shirin Neshat,[14] una de les artistes iranianes més importants en el panorama contemporani que relaciona el canvi cultural que ha patit l'Iran i l'absència total de drets humans i expressió en les seves primeres obres fotogràfiques i posteriorment de vídeo com Turbulent.
- Richard Mosse, artista Irlandès que destaca pel seu projecte de instal·lació de fotografies i vídeos mostrant grups paramilitars armats del Congo juntament amb imatges estèticament belles. Juga amb un pel·lícula infraroja que converteix en fúcsia els colors verds i marrons, present a les obres The enclavament i Infra.